# Montgolfier

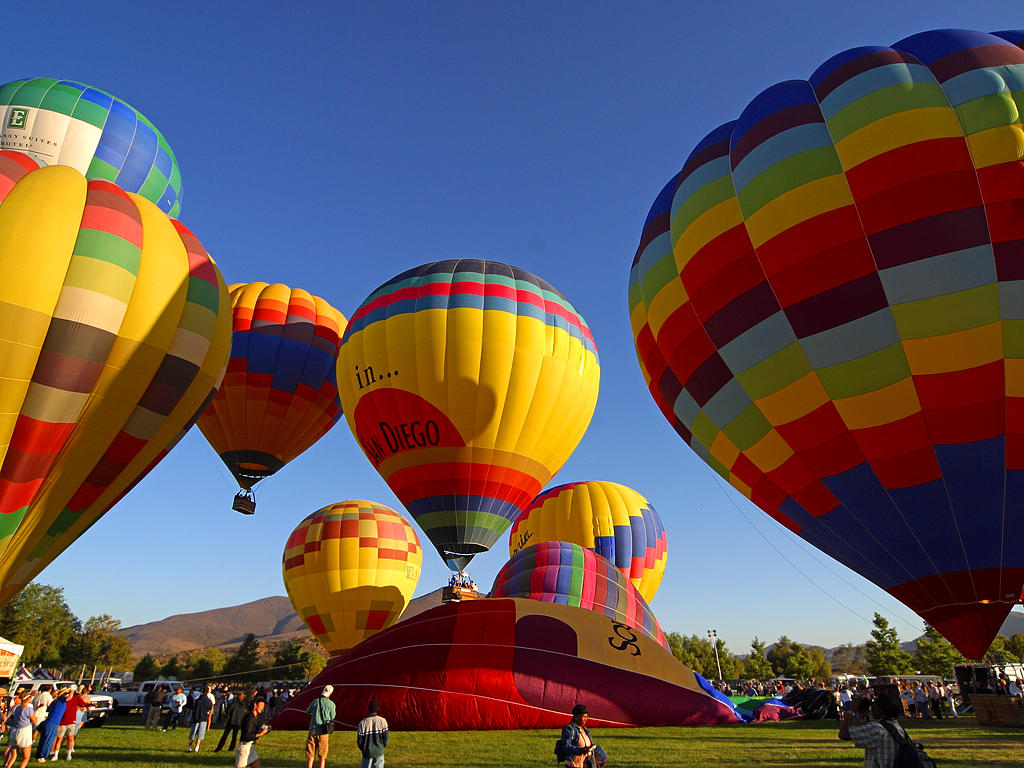
Reunió de montgolfiers un dia d'estiu

Un montgolfier és un globus aerostàtic que, per obtenir la força necessària per alçar-se del terra, utilitza aire calent, un gas més lleuger que l'aire que l'envolta. És el tipus més comú de globus aerostàtic.
El nom procedeix dels Germans Montgolfier, inventors francesos que realitzaren una primera demostració pública del seu globus l'any 1783.
Quan volen, els montgolfiers són transportats pel vent i manquen d'instruments direccionals propis, a diferència dels dirigibles, que, tot i mantenir-se a l'aire gràcies a principis similars, tenen motors i hèlices que poden canviar-ne la direcció. Com tots els aeròstats, el montgolfier vola gràcies al fet que el gas que omple el globus és més lleuger que l'aire que l'envolta, generant empenyiment cap amunt segons el ben conegut principi d'Arquimedes.

## Història

### Globus premoderns i no tripulats

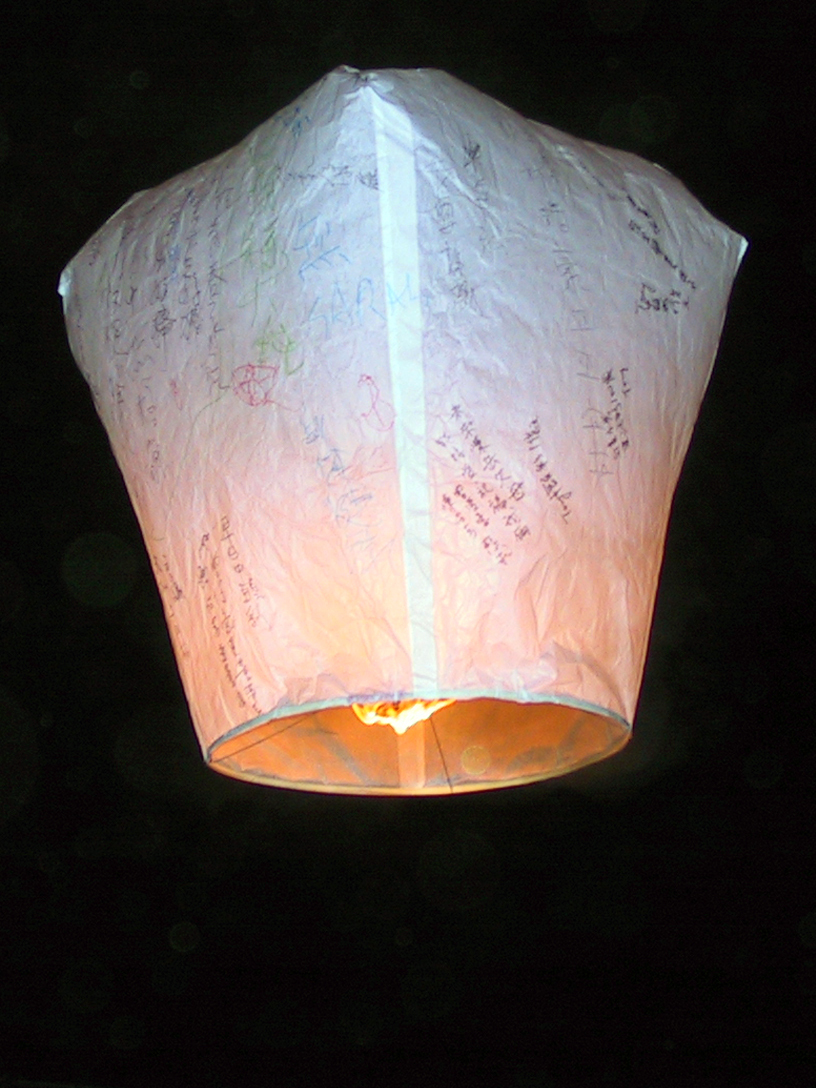
Un fanal xinès (en anglès: sky lantern), el tipus més antic de globus aerostàtic.

Els primers globus aerostàtics no tripulats es van utilitzar a la Xina. Zhuge Liang del regne Shu Han, durant l'era dels Tres Regnes (220-280 d. C.), va utilitzar llanternes aerotransportades per a la senyalització militar. Aquestes llanternes es coneixen com a "fanals xinesos" (xinès simplificat: 孔明灯; xinès tradicional: 孔明燈).
Al segle xviii, el sacerdot jesuïta portuguès Bartolomeu de Gusmão va idear un aparell aeri anomenat Passarola, el predecessor del globus aerostàtic. El propòsit de la Passarola era servir d'embarcació aèria per facilitar la comunicació i com a dispositiu estratègic. El 1709, Joan V de Portugal va decidir finançar el projecte de Bartolomeu de Gusmão després d'una petició del sacerdot jesuïta i es va fer una demostració no tripulada a l'anomenada Casa da India davant de Joan V i la reina Maria Anna d'Àustria, tenint també com a testimonis: el cardenal italià Michelangelo Conti, dos membres de la Reial Acadèmia Portuguesa de la Història, un diplomàtic portuguès i un cronista. Aquest esdeveniment aportaria una certa atenció europea a aquest esdeveniment i projecte. Un article posterior, datat el 20 d'octubre de 1786 pel Registre Universal Diari de Londres (en anglès: London Daily Universal Register), assenyala que l'inventor va poder elevar-se mitjançant l'ús del seu prototip. També el 1709, el jesuïta portuguès va escriure (en portuguès): Manifesto summário para os que ignoram poderse navegar pelo elemento do ar (traduït al català: Manifest breu per a aquells que no saben que és possible navegar a través de l'element aire). Perseguit per la Inquisició, se li va impedir continuar les seves investigacions; no obstant això, va deixar dissenys per a un vaixell aeri tripulat.

### Primer vol tripulat

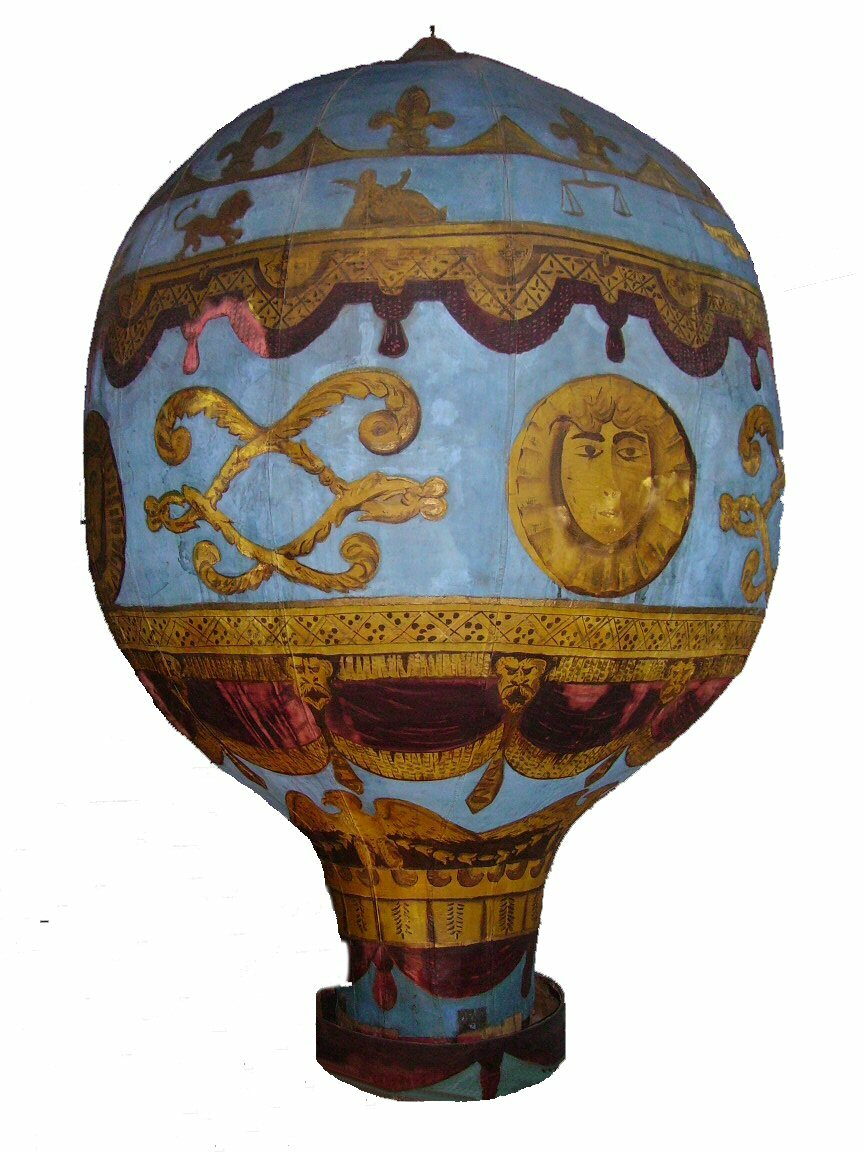
Model de globus aerostàtic dels germans Montgolfier al London Science Museum.

Els germans francesos Joseph-Michel i Jacques-Étienne Montgolfier van desenvolupar un globus aerostàtic a Annonay, Ardèche, França, i el van demostrar públicament el 19 de setembre de 1783 fent un vol sense tripulació de 10 minuts. Després d'experimentar amb globus no tripulats i vols amb animals, el primer vol en globus amb humans a bord, un vol lligat, realitzat al voltant del 15 d'octubre de 1783 per Jean-Francois Pilatre de Rozier, el qual va fer almenys un vol lligat des del pati del Taller de Reveillon al suburbi de Faubourg Saint-Antoine. Més tard aquest mateix dia, Pilatre de Rozier es va convertir en el segon humà que ascendia a l'aire, aconseguint una alçada de 26 m (85 peus), que era la longitud de la corretja. El primer vol lliure amb passatgers humans es va fer unes setmanes més tard, el 21 de novembre de 1783. El rei Lluís XVI havia decretat inicialment que els criminals condemnats serien els primers pilots, però de Rozier, juntament amb el marquès François d'Arlandes, van sol·licitar amb èxit aquest honor. El primer ús militar d'un globus aerostàtic va ocórrer en 1794 durant la batalla de Fleurus, quan els francesos van utilitzar el globus de l'Entreprenant per a l'observació.

### Actualment

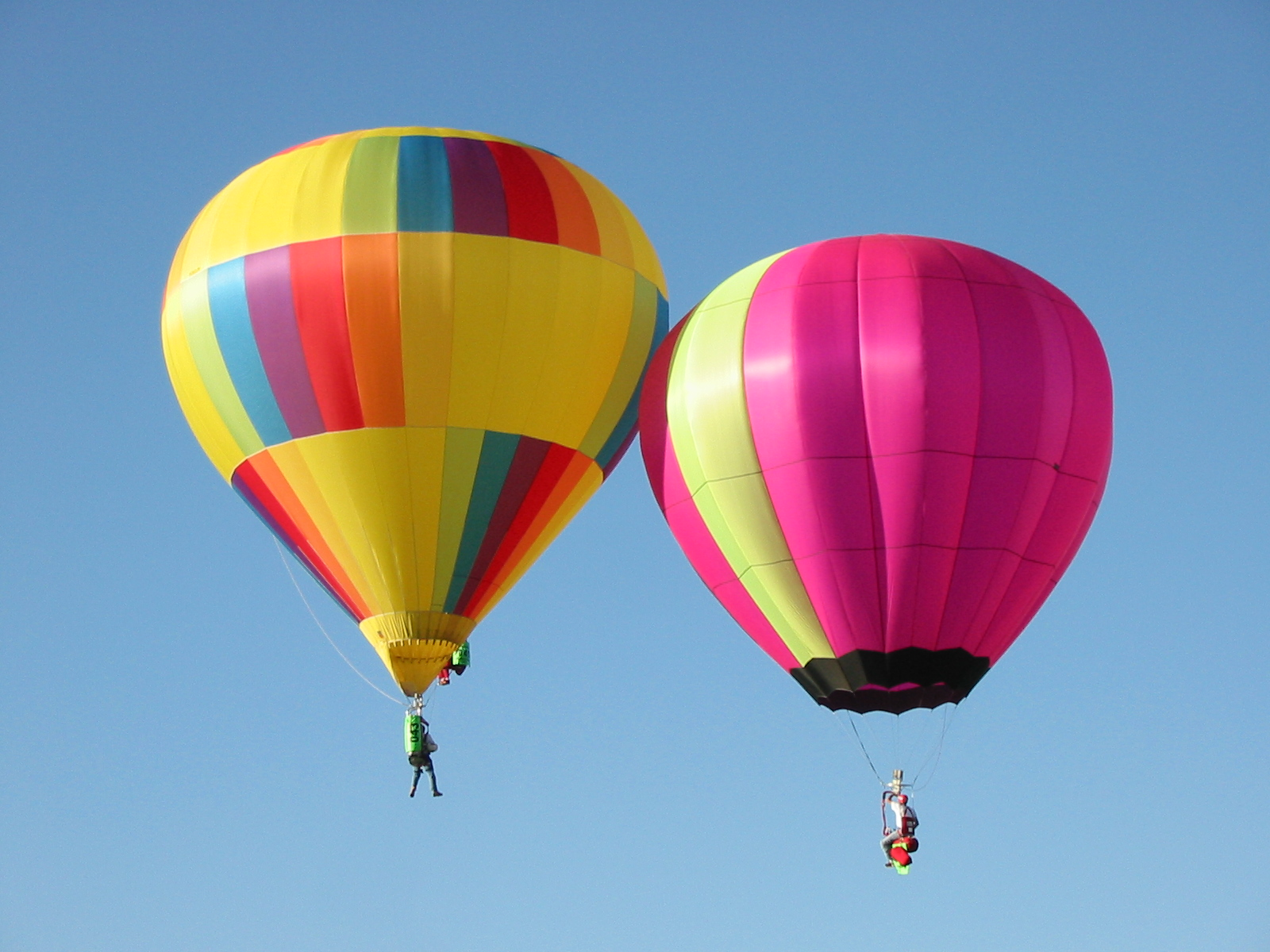
Un parell de globus Cloudhopper.

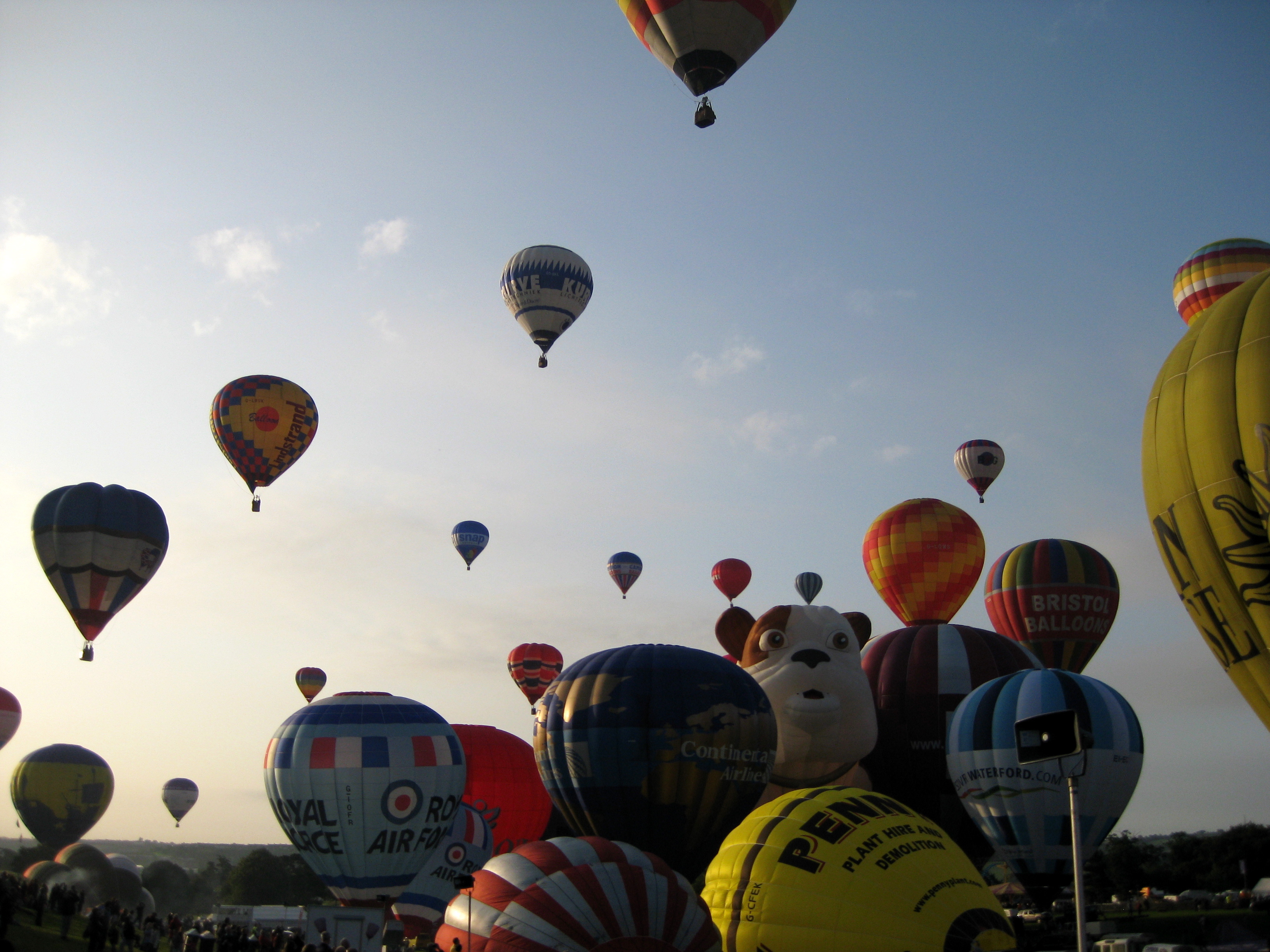
Festival Internacional de Globus de Bristol.

Ed Yost va desenvolupar globus aerostàtics moderns, amb una font de calor a bord, a partir dels anys 50; el seu treball va resultar en el seu primer vol amb èxit, el 22 d'octubre de 1960. El primer globus aerostàtic modern que es va fabricar al Regne Unit (Bristol) va ser el Bristol Belle, construït el 1967. Actualment, els globus d'aire calent s'utilitzen principalment per a la recreació. Els globus aerostàtics són capaços de volar a altituds extremadament altes. El 26 de novembre de 2005, Vijaypat Singhania va establir el rècord d'altitud mundial per al vol de globus aerostàtic més alt, arribant als 21.027 m. Va partir del centre de Mumbai, Índia, i va aterrar a 240 quilòmetres al sud a Panchale. El rècord anterior de 19.811 m (64,997 peus) havia estat fixat per Per Lindstrand el 6 de juny de 1988, a Plano, Texas.
El 15 de gener de 1991, el globus Virgin Pacific Flyer va completar el vol més llarg en un globus aerostàtic quan Per Lindstrand (nascut a Suècia, però resident al Regne Unit) i Richard Branson del Regne Unit van volar a 7.671,91 km del Japó al nord del Canadà. Amb un volum de 74.000 metres cúbics, el sobre de globus va ser el més gran mai construït per a una embarcació d'aire calent. Dissenyat per volar en les corrents en jet transoceànics, el Pacific Flyer va registrar la velocitat de terra més ràpida per a un globus tripulat a 394 km/h. El registre de durada més llarga va ser definit pel psiquiatre suís Bertrand Piccard, net d'Auguste Piccard; i el britànic Brian Jones, que va volar en el Breitling Orbiter 3. Va ser el primer viatge sense escales a tot el món en globus. El globus va sortir de Château-d'Oex, Suïssa, l'1 de març de 1999 i va aterrar a les 1:02 de la matinada el 21 de març al desert egipci a uns 480 quilòmetres al sud del Caire. Els dos homes van superar els registres de distància, resistència i temps, viatjant 19 dies, 21 hores i 55 minuts. Steve Fossett, que va volar en solitari, va superar el rècord de temps més breu viatjant per tot el món el 3 de juliol de 2002 en el seu sisè intent, en 320 hores i 33 minuts. Fedor Konyukhov va volar en solitari al voltant del món en el seu primer intent en un globus híbrid d'aire calent/heli de l'11 al 23 de juliol de 2016 amb un temps de volta al món de 268 hores i 20 minuts.

## Construcció
Un globus aerostàtic per a vols tripulats utilitza una bossa de gas feta amb tela d'una sola capa (anomenada "sobre"), amb una obertura a la part inferior anomenada boca o gola. S'adjunta al sobre una cistella o góndola per portar els passatgers. Muntat per sobre de la cistella i centrat a la boca es troba el "cremador", que injecta una flama al sobre, escalfant l'aire de dins. L'escalfador o el cremador està alimentat per propà, un gas liquat emmagatzemat en recipients a pressió, similar als cilindres de carretons elevats d'alta pressió.

### Sobre
Els globus moderns d'aire calent solen estar fets de materials com niló antiestrips o dacron (un polièster).

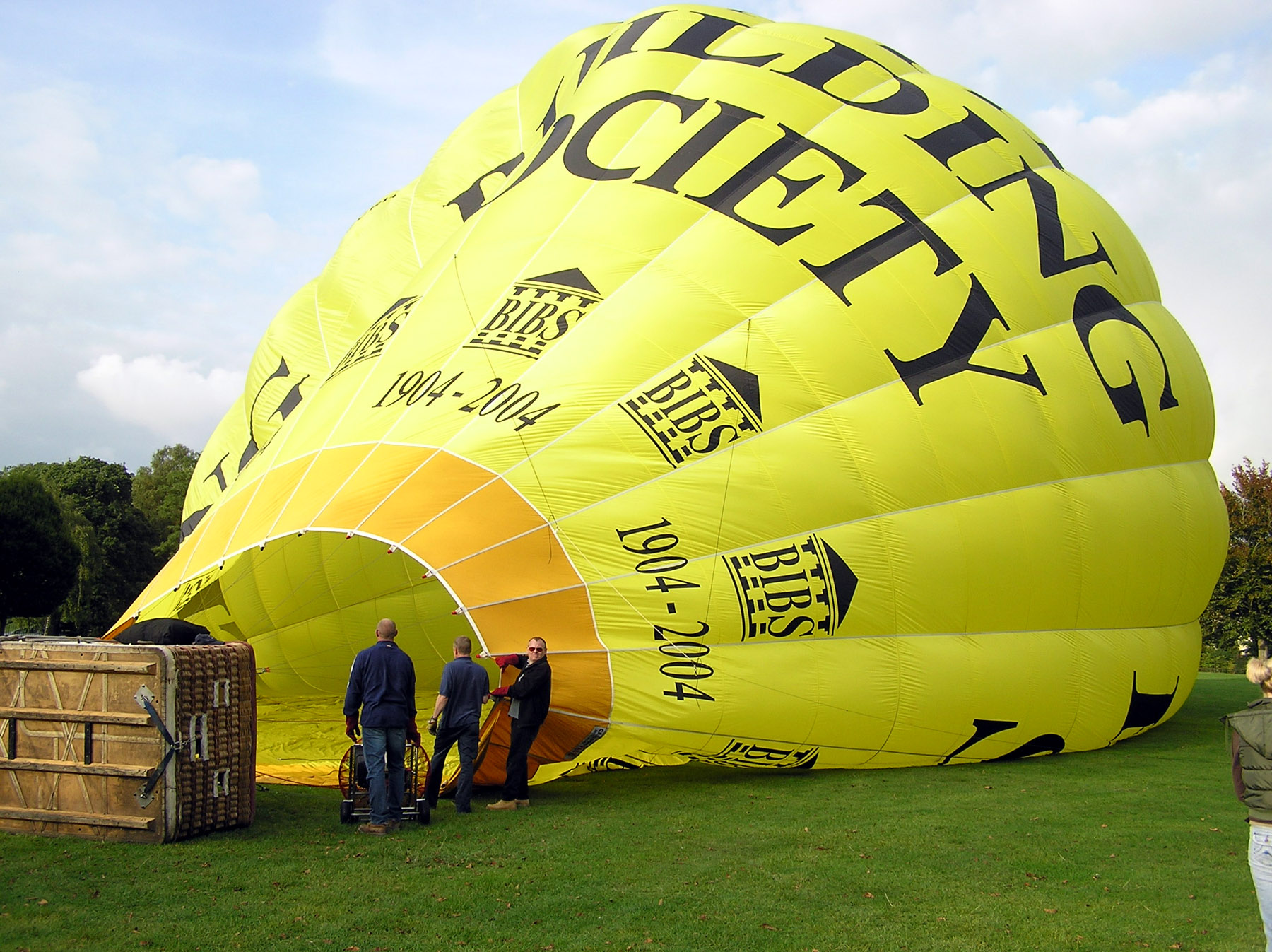
Un globus d'aire calent és inflat parcialment amb aire fred provinent d'un ventilador de gasolina, abans que el cremador de gas propà s'utilitzi per a la inflació final.

Durant el procés de fabricació, el material es talla en panells i es cusen junts, juntament amb cintes de càrrega estructurals que porten el pes de la góndola o la cistella. Les seccions individuals, que s'estenen des de la gola fins a la corona (a la part superior) de l'embolcall, es coneixen com a seccions de gores o simplement, gores. Els sobres poden tenir tan sols 4 gores o fins a 24 o més.
Els sobres solen tenir un anell de corona a la part superior. Es tracta d'un cèrcol de metall llis, normalment d'alumini, i té un diàmetre d'uns 0,30 m aproximadament. Les cintes de càrrega verticals del sobre s'adhereixen a l'anella de la corona.
A la part inferior del sobre, les cintes de càrrega verticals es cusen en bucles connectats a cables (un cable per cinta de càrrega). Aquests cables, sovint anomenats cables aeris, estan connectats a la cistella per mosquetons.